# Refuge des Merveilles
Le refuge des Merveilles est un refuge de montagne des Alpes-Maritimes situé dans le massif du Mercantour-Argentera. Il permet d'accéder au site de la vallée des Merveilles, et de monter au sommet du mont Bégo.

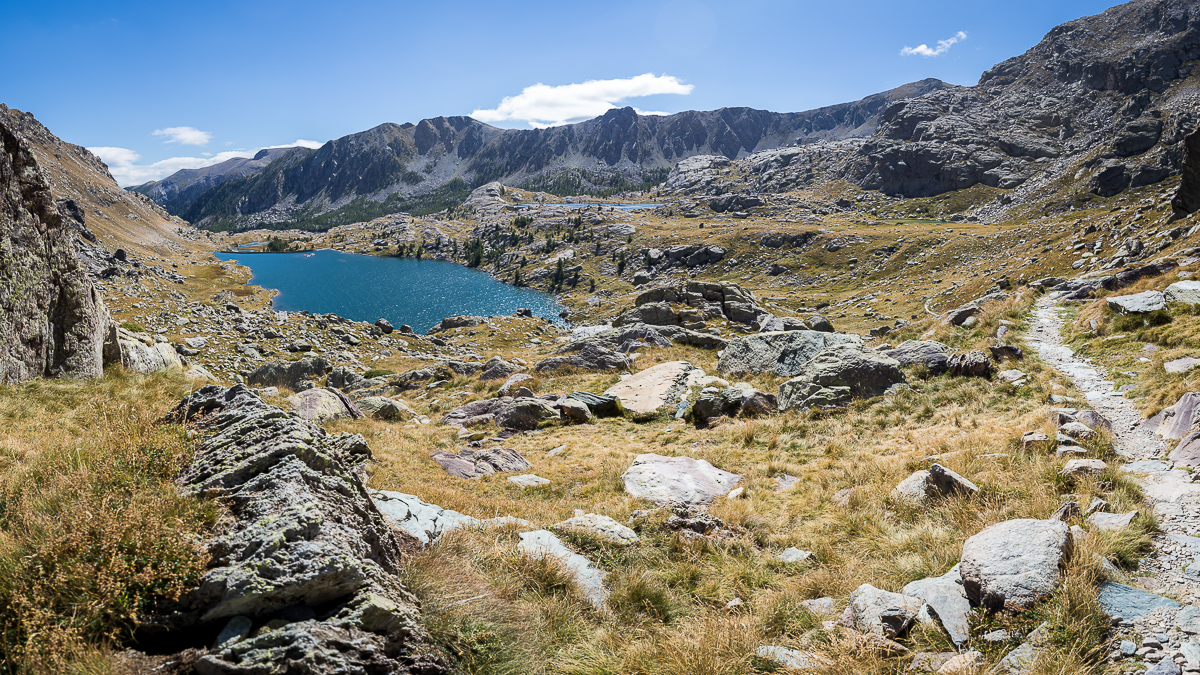
Site du refuge des Merveilles (au bord du lac).